# St. Markus (Dottenheim)

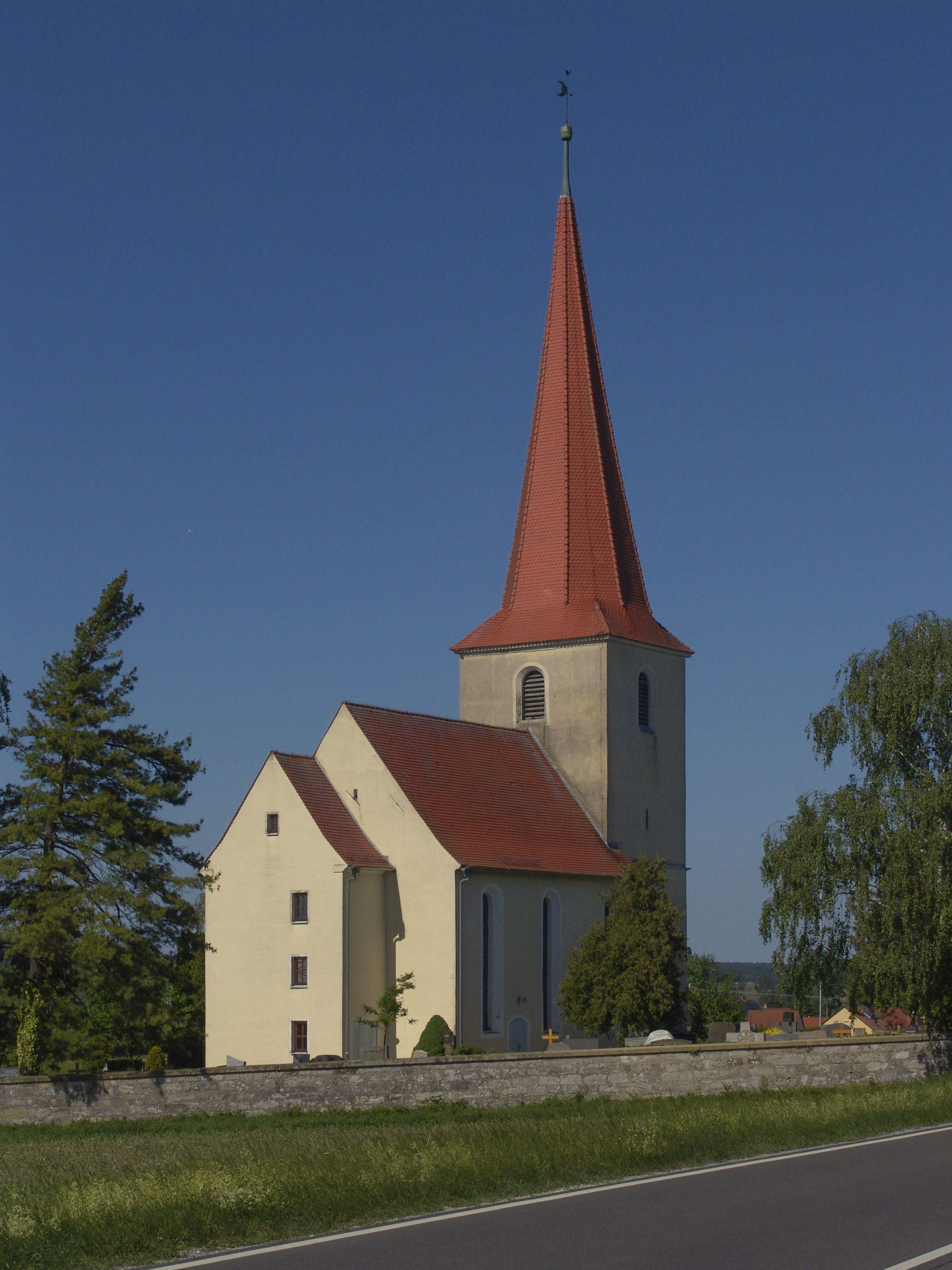
St. Markus (Dottenheim)

Die evangelische Pfarrkirche  St. Markus ist ein denkmalgeschütztes Kirchengebäude, das auf dem Friedhof in Dottenheim steht, einem Gemeindeteil der Gemeinde Dietersheim im Landkreis Neustadt an der Aisch-Bad Windsheim (Mittelfranken, Bayern). Das Bauwerk ist unter der Denkmalnummer D-5-75-119-23 als Baudenkmal in der Bayerischen Denkmalliste eingetragen. Die Pfarrei gehört zum Dekanat Neustadt an der Aisch im Kirchenkreis Nürnberg der Evangelisch-Lutherischen Kirche in Bayern. Namensgeber der Kirche ist der Evangelist Markus.

## Geschichte und Architektur
Der Chorturm wurde im späten Mittelalter gebaut. Das Langhaus wurde 1719 erhöht und mit einem neuen Satteldach bedeckt. Der Chorturm wurde 1856 um ein Geschoss aufgestockt, das den Glockenstuhl beherbergt, und mit einem neuen spitzen achtseitigen Helm versehen. 
Das Langhaus, das Emporen an drei Seiten hat, ist mit einer Kassettendecke überspannt, der querrechteckige Chor, d. h. das Erdgeschoss des Chorturms, mit einem Kreuzrippengewölbe. Ein Ölgemälde, das Christus in Gethsemane darstellt, stammt von Christopher Paudiß. Die heutige Orgel mit zehn Registern, zwei Manualen und Pedal wurde 1914 von Johannes Strebel gebaut.